# Dike (Iowa)
Dike – miasto w Stanach Zjednoczonych, w stanie Iowa, w hrabstwie Grundy. Zgodnie ze spisem statystycznym z 2000 roku, miasto liczyło 944 mieszkańców.